# شبرنگ

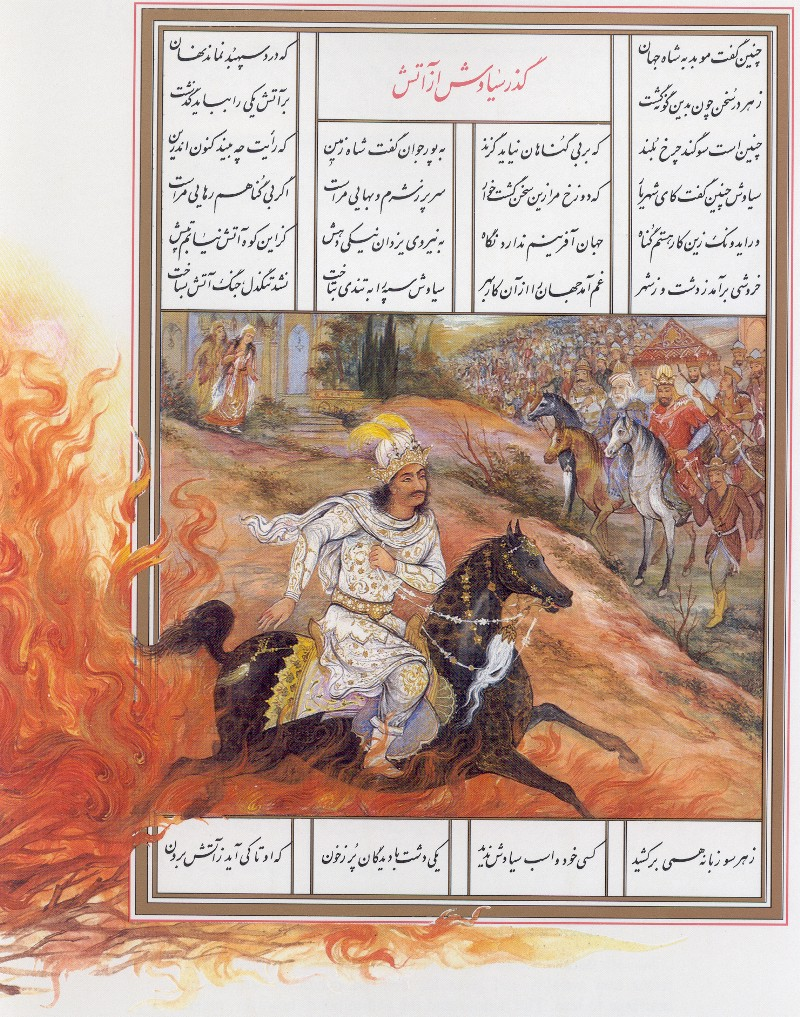
سیاوش سوار بر شبرنگ در نگار گری شاهنامه فردوسی - سیاوش در گذر از آتش

شبرنگ بهزاد نام اسب سیاوش در شاهنامه است که بعدها کیخسرو پسر سیاوش صاحب آن شد.

## واژه‌شناسی
شبرنگ به معنای همچو «رنگ شب» به‌طورکل به هرچیزی که سیاه و تیره باشد گفته می‌شود. همچنین به معنای اسب سیاه هم بکار رفته‌است.

## در شاهنامه
فردوسی می‌گوید:
| سرش را بفتراک شبرنگ بست |  | تنش را به خاک اندر افگند پست |

نام اسب سیاووش:
| چنین گفت شبرنگ بهزاد را |  | که فرمان مبر زین سپس باد را |

همچنین:
| بیاورد شبرنگ بهزاد را |  | که دریافتی روز کین باد را |

## در کوش نامه
در کوش نامه کارم پسر طیهور پادشاه بسیلا، پس از اینکه از جانب خواهرزاده اش فریدون (شاه جهان) به فرمانروایی ماچین منصوب می شود؛ برای فریدون هدایای ارزشمندی را به همراه تعدادی از اسبان آبی بسیلا می فرستد. که شبرنگ بهزاد اسب سیاوش نیز از همین نژاد است.
ایرانشان می گوید:
| ز دریا گرفته یکی اسب نر |  | چو سیل روان و چو مرغ به پر |

همچنین:
| سیاه سیاوش، بهزاد نام |  | از این اسب بوده ست و این نیست خام |